# Бухарова
Бухарова (также иногда встречается название Залентуй) — деревня в Заларинском районе Иркутской области России. Входит в состав Новочеремховского муниципального образования.

## География
Находится примерно в 15 км к югу от районного центра.

## Топонимика
Название Залентуй происходит от бурятского залин — гром и молния.
По другой версии, ранее оно звучало как Зерентуй и происходит от бурятского зээрэн — дзерен.

## История
Заимка Бухарова основана в 1870 году русскими, до этого там находилось бурятское стойбище Залентуй (также Зелентуй, Зелектуй). Название происходит от фамилии основателя населённого пункта Ивана Бухарова. Согласно переписи населения СССР 1926 года в населённом пункте насчитывалось 26 дворов, 125 жителей (в том числе 60 мужчин и 65 женщин) .

## Население
По данным Всероссийской переписи, в 2010 году в деревне проживало 37 человек (20 мужчин и 17 женщин).